# ISOFIX

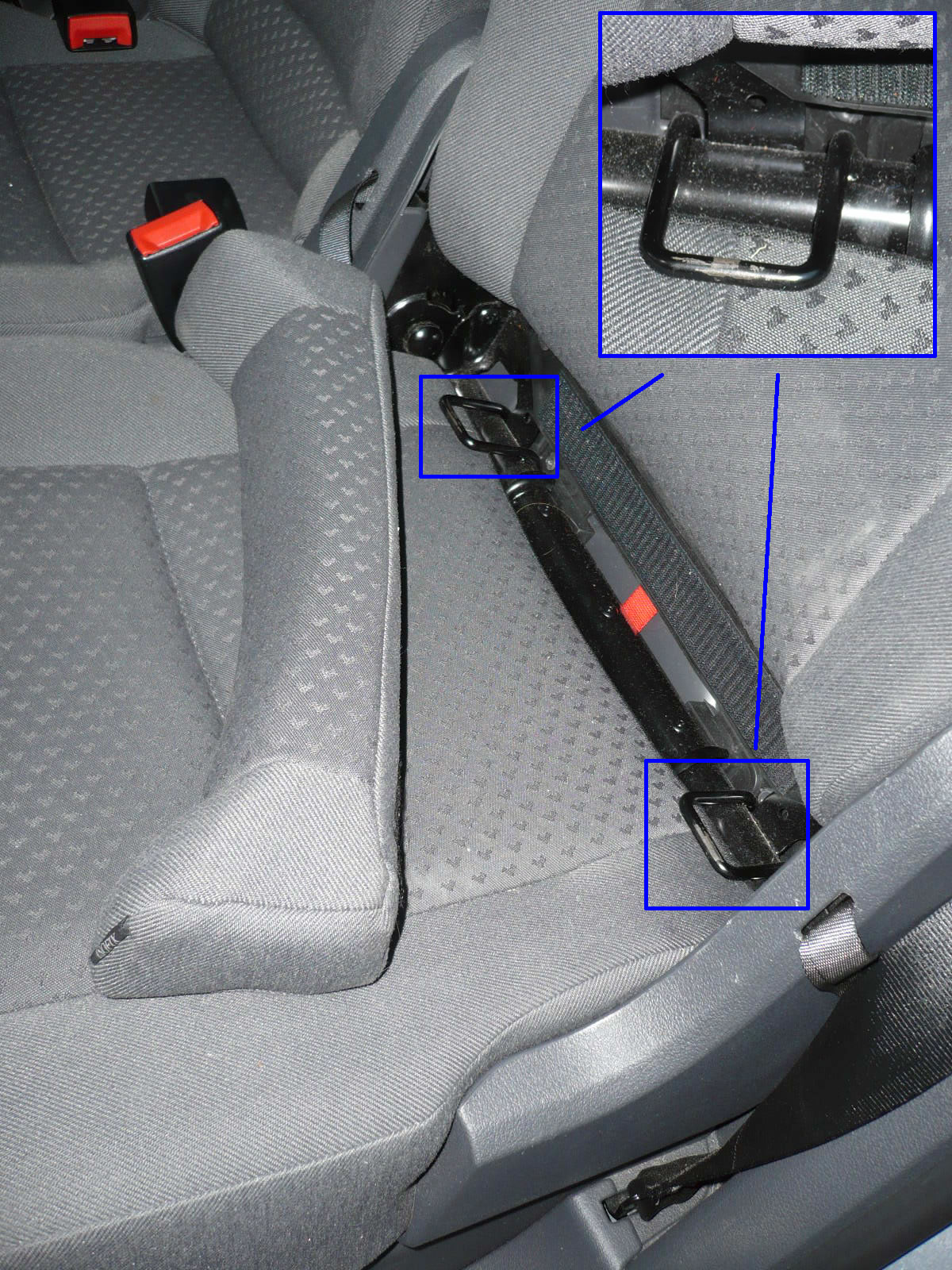
Punts d'ancoratge del sistema ISOFIX.

L'ISOFIX és un sistema de retenció infantil que es troba en vehicles, obligatori des de 2010, per millorar la subjectabilitat de les cadiretes de cotxe de seguretat infantil.
Està basat en l'estàndard ISO (ISO 13216), que va publicar-se el 1999. L'ISOFIX, que va començar a instal·lar-se en cotxes el 2004, es basa en tres punts d'ancoratge estàndards dins un vehicle, dos inferiors i un superior. Aquest darrer no apareix en alguns models antics, i només és necessari utilitzar-lo si no es fa servir alhora el cinturó de seguretat del cotxe per cobrir tant infant com cadireta. Aquest sistema permet que les cadires de seguretat per a nens es muntin d'una manera ràpida i segura. Els punts de subjecció rígids van caragolats o soldats a la carrosseria del cotxe, amb els seus corresponents enganxalls per al seient del nen.